# 工藤庸子
工藤 庸子（くどう ようこ、 1944年7月29日 - ）は、日本のフランス文学者。フェミニスト。放送大学客員教授、東京大学名誉教授。博士（学術）（東京大学、2003年）（学位論文「ヨーロッパ文明批判序説: 植民地・共和国・オリエンタリズム」(Prologue a une critique de la civilisation Europeenne)）。埼玉県浦和市（現：さいたま市）生まれ。 

## 略歴
- 1963年 - 東京教育大学附属高等学校（現・筑波大学附属高等学校）卒業
- 1968年 - ボルドー大学留学
- 1969年 - 東京大学文学部卒業（フランス語フランス文学専修）
- 1976年 - 東京大学大学院人文科学研究科博士課程満期退学
- 1980年 - フェリス女学院大学助教授
- 1990年 - 東京大学教養学部助教授
- 1992年 - 東京大学教養学部教授
- 1996年 - 東京大学大学院総合文化研究科教授
- 2003年 - 「ヨーロッパ文明批判序説」で東京大学から博士（学術）
- 2004年 - 東京大学を定年退職、東京大学名誉教授、放送大学教授に就任
- 2010年 - 放送大学を退職

## 著書
- 『プルーストからコレットへ - いかにして風俗小説を読むか』（中公新書） 1991
- 『小説というオブリガート - ミラン・クンデラを読む』（東京大学出版会） 1996
- 『恋愛小説のレトリック - 『ボヴァリー夫人』を読む』（東京大学出版会） 1998
- 『フランス恋愛小説論』（岩波新書） 1998
- 『ヨーロッパ文明批判序説 - 植民地・共和国・オリエンタリズム』（東京大学出版会） 2003
- 『宗教 VS. 国家 - フランス<政教分離>と市民の誕生』（講談社現代新書） 2007
- 『砂漠論 - ヨーロッパ文明の彼方へ』（左右社） 2008
- 『近代ヨーロッパ宗教文化論 姦通小説・ナポレオン法典・政教分離』（東京大学出版会） 2013
- 『評伝 スタール夫人と近代ヨーロッパ』（東京大学出版会） 2016
- 『政治に口出しする女はお嫌いですか?』（勁草書房） 2018
- 『女たちの声』（羽鳥書店） 2019
- 『大江健三郎と「晩年の仕事」』（講談社） 2022
- 『文学ノート＊大江健三郎』（講談社） 2025

### 共著
- 『フランス語基礎』（エストレリータ・ヴァセルマン、放送大学教育振興会） 2006
- 『大人のための「学問のススメ」』（岩永雅也、講談社現代新書） 2007
- 『世界の名作を読む 海外文学講義』（池内紀, 柴田元幸, 沼野充義、角川ソフィア文庫） 2016
- 『〈淫靡さ〉について』（蓮實重彦、羽鳥書店 はとり文庫） 2017

### 共編著
- 『フランスとその「外部」』（石井洋二郎、東京大学出版会） 2004
- 『都市と旅 - フランス語で世界を読む』（池上俊一、放送大学教育振興会） 2005
- 『異文化の交流と共存』（高橋和夫, 大石和欣, 宮本徹、放送大学教育振興会） 2009

## 翻訳
- ミシェル・ビュトール『文学と夜』（清水徹共訳、朝日出版社） 1982
- フローベル『ボヴァリー夫人の手紙』（編訳、筑摩書房） 1986
- モーリス・パンゲ『テクストとしての日本』（竹内信夫, 田村毅共訳、筑摩書房） 1987
- マリオ・バルガス＝リョサ『果てしなき饗宴 - フロベールと「ボヴァリー夫人」』（筑摩書房・筑摩叢書） 1988
- フロラ・グルー『マリー・ローランサン』（新潮社） 1989
- 『ミシェル・フーコー文学論集（2） 幻想の図書館』（哲学書房） 1991
- ハーバート・ロットマン『コレット』（中央公論社） 1992
- ミシェル・ビュトール『ディアベリ変奏曲との対話』（筑摩書房） 1996
- プロスペール・メリメ『カルメン』（新書館） 1997
- ピエール・ロティ『アジヤデ』（新書館） 2000
- 『サロメ誕生』（新書館） 2001
  - フローベール「ヘロディア」と、ワイルド「サロメ」の訳・解説
- バルザック『ランジェ公爵夫人』（集英社） 2008
- ルネ・レモン『政教分離を問いなおす EUとムスリムのはざまで』（伊達聖伸共訳・解説、青土社） 2010
- 『いま読むペロー「昔話」』（編訳、羽鳥書店） 2013
- マルグリット・デュラス『ヒロシマ・モナムール』（河出書房新社） 2014
- メリメ『カルメン / タマンゴ』（光文社古典新訳文庫） 2019

### アンリ・トロワイヤ
- アンリ・トロワイヤ『女帝エカテリーナ』（中央公論社） 1980、中公文庫上・下 1985、改版 2002
- トロワイヤ『大帝ピョートル』（中央公論社） 1981、中公文庫 1987、改版 2002
- トロワイヤ『アレクサンドル一世』（中央公論社） 1982、中公文庫 1988、改版 2003
- トロワイヤ『イヴァン雷帝』（中央公論社） 1983、中公文庫 1987、改版 2002

### シドニー＝ガブリエル・コレット
- コレット『牝猫』（岩波文庫） 1988
- コレット『シェリ』（岩波文庫） 1994
- コレット『シェリの最後』（岩波文庫） 1994
- コレット『わたしの修業時代』（ちくま文庫） 2006
- コレット『シェリ』（左右社） 2010 - 改訳と作品論